# 닐 애덤스
닐 애덤스(영어: Neal Adams, 1941년 6월 15일~2022년 4월 28일)는 미국의 만화가이다. DC 코믹스의 만화 시리즈 《슈퍼맨》, 《배트맨》, 《그린 애로》 등에서 작화를 담당했다. 1998년 아이스너상 명예의 전당에 이름이 올랐으며 이듬해에는 하비상 잭 커비 명예의 전당에도 입성했다.

## 가족 관계
- 배우자: 마릴린
- 자녀: 4명